# بوبي تومسون (لاعب كرة قدم بريطاني)
بوبي تومسون (بالإنجليزية: Robert Thomson)‏ (21 نوفمبر 1939 في المملكة المتحدة - ) هو مدرب كرة قدم ولاعب كرة قدم بريطاني في مركز الظهير. لعب مع نادي بارتيك ثيسل ونادي لوتون تاون ونادي ليفربول.

## وصلات خارجية
- بوبي تومسون على موقع قاعدة بيانات كرة القدم.إي يو (الإنجليزية)